# 雷纳托·伊瓦拉
雷纳托·伊瓦拉（西班牙語：Renato Ibarra，1991年1月20日—），厄瓜多尔男子足球运动员，司职边锋。他曾代表厄瓜多尔国家队参加2014年国际足联世界杯，结果队伍止步小组赛阶段。

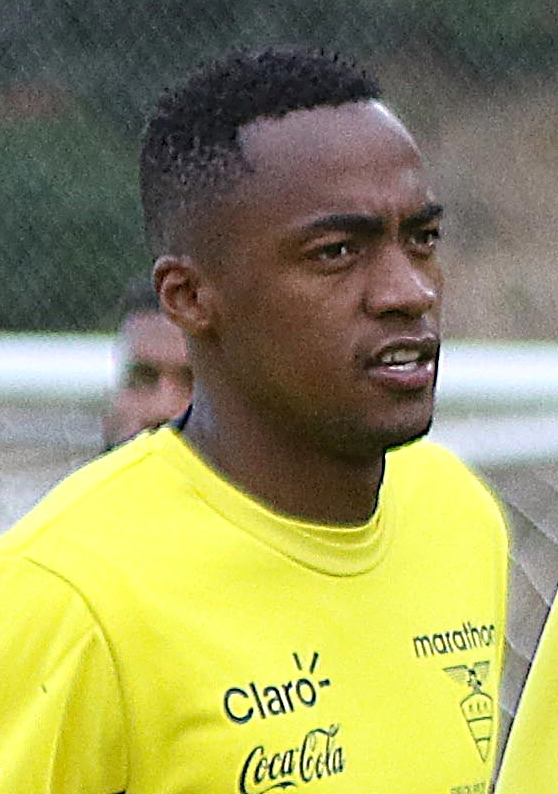
雷納托·伊瓦拉

## 家庭
弟弟罗马里奥·伊瓦拉。